# Joe Baca
Joe Baca, właśc. Joseph Natalio Baca (ur. 23 stycznia 1947 w Belen) – amerykański polityk, do 2015 i ponownie od 2018 członek Partii Demokratycznej, od 2015 do 2016 Partii Republikańskiej.

## Działalność polityczna
Od 1992 do 1999 zasiadał w Zgromadzeniu Stanowym Kalifornii, a w 1999 w Senacie stanu Kalifornia. W okresie od 16 listopada 1999 do 3 stycznia 2003 przez dwie kadencje był przedstawicielem 42. okręgu, następnie do 3 stycznia 2013 przez pięć kadencji był przedstawicielem 43. okręgu wyborczego w Kalifornii w Izbie Reprezentantów Stanów Zjednoczonych.